# Rhens
Rhens é uma cidade da Alemanha localizada no distrito de Mayen-Koblenz, estado da Renânia-Palatinado.
É membro e sede do Verbandsgemeinde de Rhens.
Localiza-se na margem esquerda do Reno, aproximadamente 10 km ao sul de Coblença.